# Genex

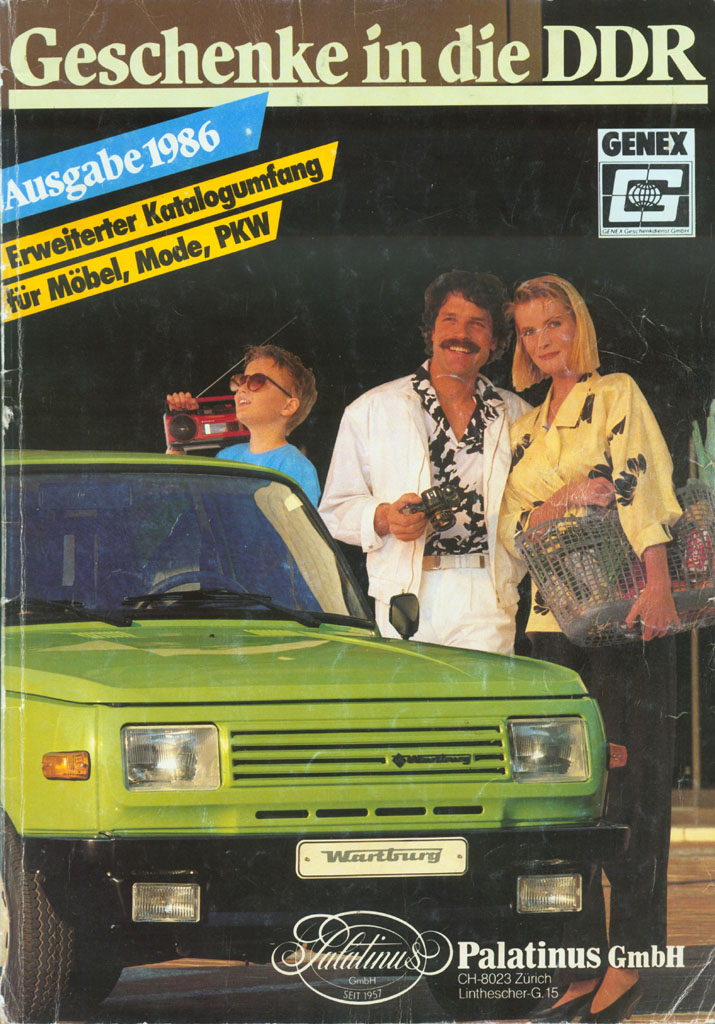
Katalog von 1986

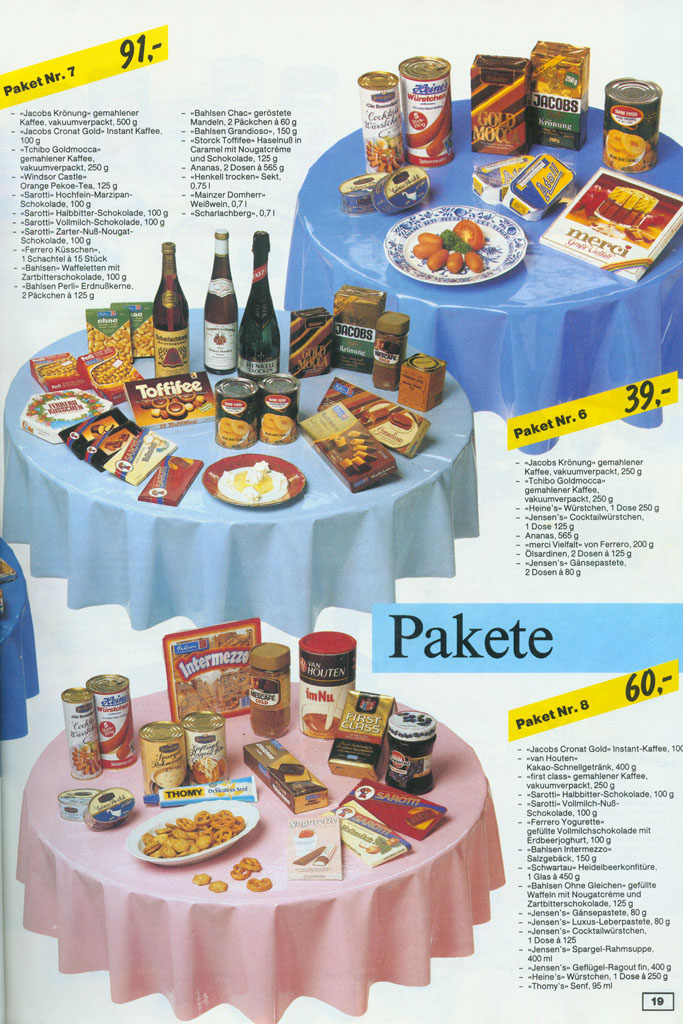
Geschenkpakete (Katalog 1986)

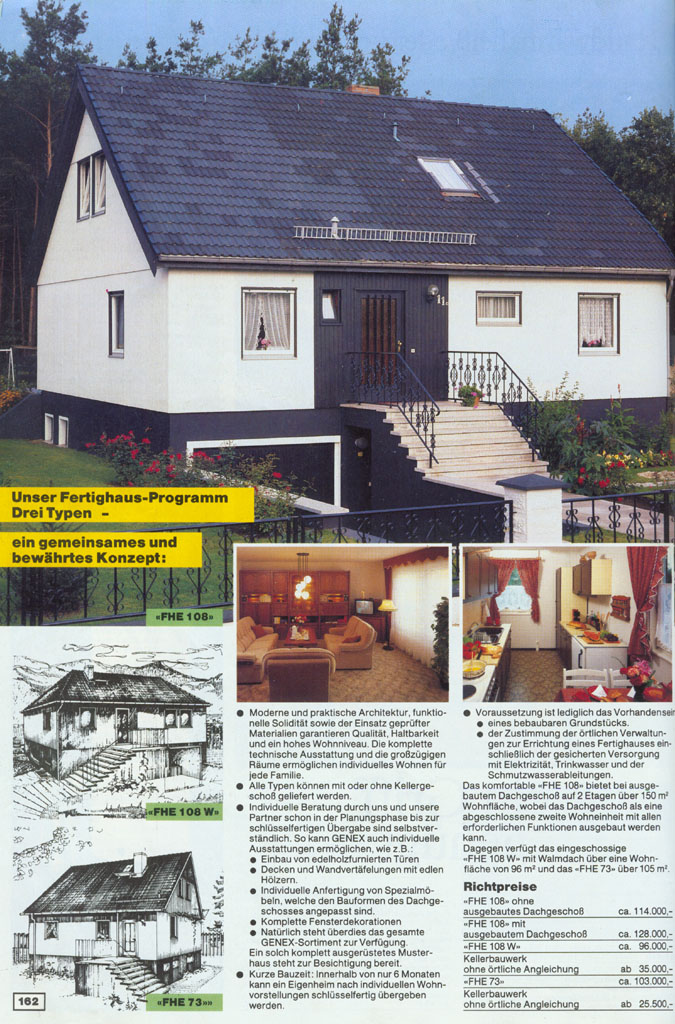
Ein Fertigteilhaus (Katalog 1986)

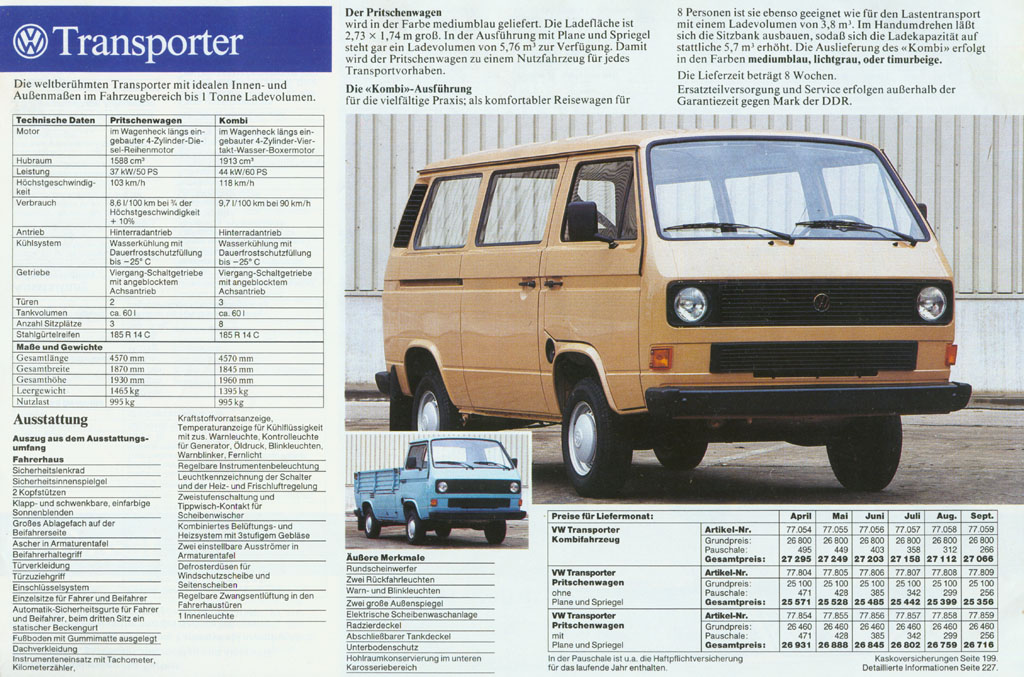
Ein VW-Transporter (Katalog 1986)

Die Geschenkdienst- und Kleinexporte GmbH (kurz Genex; später nur noch Genex Geschenkdienst GmbH) war ein am 20. Dezember 1956 auf Anordnung der DDR-Regierung gegründetes Unternehmen. Es war eine der wichtigsten Devisenquellen der Kommerziellen Koordinierung, einer Abteilung des Ministeriums für Außenhandel der DDR. Hauptsitz war in Ost-Berlin (Mauerstraße 86–88).
Anfangs diente es nur als Geschenkdienst für Kirchengemeinden. Die Bundesrepublik lehnte eine Ausweitung auf Privatpersonen ab, um der DDR keinen Zugang zu Devisen zu verschaffen.
Nach dem Bau der Berliner Mauer 1961 wurde das Geschäft aber weiter ausgeweitet, sogar nach Dänemark (über die Jauerfood AG in Kopenhagen-Valby) und in die Schweiz (über die Palatinus GmbH in Zürich). Erst ab 1989 konnten Bundesbürger Geschenke an Bürger der DDR auch über eine westdeutsche Firma senden, die Inter-Geschenkdienst GmbH mit Sitz in Stuttgart und Niederlassungen in West-Berlin, Dortmund, Frankfurt am Main und München.

## Katalog
Das Unternehmen vertrieb einen Katalog mit dem Titel Geschenke in die DDR, aus dem die Bürger der Bundesrepublik Waren bestellen und mit D-Mark bezahlen konnten, die direkt an ihre Verwandten und Bekannten in der DDR versandt wurden.

## Waren
Die Waren im Katalog waren zu etwa neunzig Prozent aus der DDR-Produktion. Neben Lebensmitteln und Konsumgütern wie Möbel, Kosmetik, Kleidung, Werkzeug und HiFi-Anlagen konnte man aber auch Motorräder, Autos (ohne die sonst üblichen mehrjährigen Wartezeiten), Campingwagen und sogar ganze Fertigteilhäuser, die so genannten Neckermannhäuser, bestellen.
Der Umfang der angebotenen Waren wurde von Jahr zu Jahr größer. Das war vor allem eine Folge des steigenden Wohlstands in der BRD: Je mehr dieser stieg, umso größer wurden die Geldbeträge, die vielen DDR-Bürgern durch Erbschaft oder Schenkung im Westen zufielen. Einerseits wollte die DDR daran indirekt mit verdienen, andererseits wollte die DDR-Staatsführung so Ausreiseanträgen bei Erbschaften in der BRD vorbeugen.
Neben Krafträdern von MZ und Simson sowie z. B. 1986 einem Yamaha-Motorrad, gab es die ostdeutschen Autos Trabant, Wartburg (auch als Pick-up) und Barkas sowie osteuropäische Fahrzeuge von Škoda, Polski Fiat und Lada, die in der DDR als bessere Wagen galten. Spitzenreiter war dabei der Wartburg, von dem jährlich um die 7.000 Stück über Genex verkauft wurden. Über Genex verkaufte Fahrzeuge wurden nicht über die IFA ausgeliefert, Genex unterhielt eigene Auslieferungslager. Die Fahrzeuge hatten auch speziell reservierte Buchstaben-Kombinationen als Kennzeichen, z. B. UC im Bezirk Leipzig.
Ab 1978 konnte man auch ausgewählte Modelle von westeuropäischen Automobilkonzernen verschenken. So wurde beispielsweise im Katalog von 1986 ein Fiat Uno 60 Super, Renault 9 GTL, Ford Orion, VW Golf, VW Passat und der VW Transporter angeboten. Auch die Marken Mazda, BMW, Lancia und Volvo gab es zeitweise im Angebot. Hierbei war zu berücksichtigen, dass bei einigen westeuropäischen/japanischen Marken die Ersatzteilversorgung nur für fünf Jahre gegen Mark erfolgte; danach nur noch gegen frei konvertierbare Währungen.
Dem Beschenkten entstanden keine Kosten, die sonst schwer erhältlichen Waren wurden ohne große Wartezeit (bei Autos beispielsweise vier bis sechs Wochen) direkt an die DDR-Bürger geliefert.

## Zwei-Klassen-Gesellschaft
Dass nur DDR-Bürger mit Westverwandten in den Genuss der Geschenke aus dem Genex-Versandhandel kommen konnten, sorgte in der DDR für Unmut. Diese kamen oft bereits durch die so genannten Westpakete an Waren aus dem westlichen Ausland. Wer Zugang zu einer frei konvertierbaren Währung („Westgeld“) hatte, konnte auch über den Intershop an diese Waren gelangen. Alle anderen DDR-Bürger konnten in Genex-Katalogen nur sehen, wie viel die begehrten Waren in einer frei konvertierbaren Währung wert waren, auf die sie beispielsweise bei Autos oft zehn Jahre und länger warten mussten. Allein im Jahr 1973 wurden 6800 Wartburgs per Genex-Katalog gekauft.
1962/1963 kostete beispielsweise ein Trabant 3.760 DM, ein Wartburg 5.800 DM, ein 140-Liter-Kühlschrank 740 DM und eine Waschmaschine 580 DM. In den 1960er Jahren war ein Zentner Brikett für 6,35 DM und ein Liter Benzin für 0,78 DM zu haben. 1967 betrug der Preis für den Trabant 4.430 DM und 1988 7.500 DM.
Ein weiteres Beispiel ist der DDR-Waschvollautomat WVA 66 aus Schwarzenberg im Erzgebirge: Diese Waschmaschine kostete in der DDR im Jahr 1967 – meist nach einer Wartezeit – rund 2.600 DDR-Mark. In der Bundesrepublik Deutschland gab es dasselbe Gerät bei sofortiger Lieferung im Versandhaus Quelle unter der Handelsmarke „Privileg“ für 498 D-Mark – und bei Genex ebenfalls sofort für 820 D-Mark.
Ab 1983 waren in der DDR via Genex Fertighäuser, im Volksmund „Neckermannhäuser“ genannt, in drei Ausführungen zu haben – die Preisspanne reichte von 96.220 DM bis 113.275 DM. Der Aufpreis für das ausgebaute Dachgeschoss und den Keller belief sich auf rund 50.000 DM. Die garantierte Lieferzeit betrug drei bis acht Monate.
Insgesamt rollten auf den Straßen der DDR 42.313 Fahrzeuge der Marke Wartburg, 39.269 Trabant, 11.486 Lada und 13.332 VW Golf, die exklusiv bei Genex bestellt und in D-Mark bezahlt worden waren. Mit jedem dieser bei Genex gekauften Personenkraftwagen wuchs die Wartezeit für den nicht privilegierten Teil der DDR-Bevölkerung, die in DDR-Mark bezahlten und jahrelang auf die Zuteilung eines privaten Autos warteten: Die Genex-Autos stammten aus den festgelegten Produktions- bzw. Import-Kontingenten.
Der offizielle 1:1-Wechselkurs von Mark der DDR zu Deutscher Mark wurde in den Genex-Katalogen rabattiert. So kostete beispielsweise ein Trabant 601 etwa 8.000 DM, sonst über 10.000 Mark und ein Wartburg 353 etwa 9.000 DM, sonst 20.000 Mark.
Beschäftigte der DDR im „sozialistischen Ausland“ konnten einen Teil ihrer Gehälter oder Löhne auf ein „Genex-Konto“ einzahlen (beispielsweise am Bau der Druschba-Trasse in der Sowjetunion Beteiligte einen Teil der Tagegelder: 3 Rubel pro Tag, entsprechend etwa 270 Mark pro Monat; sie erhielten keine DM) und konnten damit Waren aus der „Ost-Ausgabe“ des Genex-Kataloges bestellen. Diese Ost-Ausgabe des Genex-Kataloges unterschied sich von der West-Ausgabe und enthielt keine Waren, die aus dem westlichen Ausland importiert wurden. Über den „Ost-Genex-Katalog“ konnten gewöhnlich im freien Verkauf nur schwer erhältliche Waren aus der DDR oder RGW-Staaten, wie beispielsweise Zement, Fliesen, Schlagbohrmaschinen und Autos, sowie Waren aus der sogenannten Gestattungsproduktion bestellt werden.

## Statistische Daten und Bilanz
Erhielt die DDR im Jahr 1962 via Genex aus der Schweiz und Dänemark 12,3 Mio. DM, waren es 1963 schon 16,6 Mio. DM.
Nach einer Statistik der Bundesbank sind zwischen 1967 und 1989 den Genex-Vertretungen – einschließlich der Käufe von DDR-Bürgern und von Organisationen – 3,3 Milliarden DM zugeflossen. Laut der Tageszeitung Neues Deutschland vom 14. Juni 1990 belief sich das Bilanzvermögen von GENEX am 31. Dezember 1989 auf 44,1 Mio. DM.
Klaus Behling bezeichnete im Jahr 2019 Genex als „Geldmaschine“ und nannte folgende Zahlen: Von 1968 bis 1988 erwirtschaftete das Unternehmen netto 2.358.297.405,77 DDR-Mark. Alle Erlöse, die Genex in DDR-Mark erwirtschaftete, gingen in voller Höhe in die SED-Kasse. Von 1981 bis 30. November 1989 erzielte Genex Valutamark-Gewinne in Höhe von 1.093.166.700 D-Mark; rund ein Drittel davon – 379.414.400 D-Mark – floss an die Abteilung Finanzverwaltung und Parteibetriebe beim Zentralkomitee der SED, die verbleibende Summe in den DDR-Staatshaushalt.
Im zweiten Halbjahr 1990 firmierte Genex als Havers GmbH; die Treuhand beschloss im Einvernehmen mit der Unabhängigen Kommission im Mai 1991 deren Liquidation, sie dauerte bis Oktober 1997. Nach Abzug aller Kosten betrug der Gewinn 98.733.000 D-Mark zugunsten der Treuhand.

## Geschichte nach der Wende
Im Jahre 1990 zum 1. Oktober erfolgte eine Namensänderung. Dies war im Zusammenhang mit der Einführung der Wirtschafts- und Währungsunion festgelegt worden. Im Zuge der Umstrukturierung wurde allen Mitarbeitern am 27. Juni 1990 zum 30. September 1990 gekündigt. Die Arbeitsstellen wurden neu ausgeschrieben und zum 1. Oktober 1990 wurden viele ehemalige Mitarbeiter wieder übernommen. Mitarbeiter mit Parteizugehörigkeit SED und Führungsfunktion in der ehemaligen DDR wurden abgelehnt. Es kam auch neues Personal hinzu. Es entstand ein neues Unternehmen mit drei Bereichen; einem für Handel und Vermögensverwaltung (HAVERS-Gesellschaft für Handel und Vermögensverwaltung mbH, Berlin), einem weiteren für Vermögensverwaltung (Refix Vermögensverwaltung GmbH, Bamberg) sowie einem für den Bereich Versanddienst (Papillon Versand GmbH, Bamberg). Erst in der zweiten Hälfte des Jahres 1991 wurden diese Bereiche des Unternehmens in die Verwaltung der Treuhandanstalt überführt. Die endgültige Abwicklung der Firmen erfolgte bis 1992.

## Genex-Witz
Auch in Flüsterwitzen unter den Bürgern der DDR wurde der Genex-Versandhandel thematisiert:

„Erich Honecker reist über Land und hält in einer Kleinstadt an einem gut erhaltenen Häuserensemble an. Ein kleiner Junge, der ihn nicht erkennt, fragt: ‚Wer bist denn du?‘ Der Staatsratsvorsitzende lächelt und antwortet: ‚Ich bin der, dem ihr das alles hier zu verdanken habt!‘ Da rennt der Junge ins Haus und ruft: ‚Mama, der Mann von Genex ist da!‘“